# Mens nostra
Mens nostra ist eine am 20. Dezember 1929 von Papst Pius XI. herausgegebene Enzyklika. Sie trägt den Untertitel Über die immer mehr zu fördernde Anwendung der geistlichen Exerzitien (lat.: „de usu exercitiorum spiritualium magis magisque promovendo“).

## Motiv und Inspiration
Eingangs beschreibt Pius XI., dass er in diesem Jahr das 50. Priesterjubiläum begehe und aus diesem Anlass – mit der Apostolischen Konstitution Auspicantibus nobis vom 6. Januar 1929 – ein außerordentliches Jubiläumsjahr eingeleitet habe. Er folge damit seinen Vorgängern Leo XIII. (Enzyklika Quod anniversarius vom 1. April 1888) und Pius X. (Apostolisches Schreiben Haerent animos vom 4. August 1908), die, wie auch er, vom Geiste der Besinnung geprägt worden seien. Dieses unterstreicht er, wenn er schreibt:

„Unter allen Methoden geistlicher Übungen gibt es eine, die die vollkommene und wiederholte Zustimmung des Apostolischen Stuhls bekommen hat […] nämlich die Methode des heiligen Ignatius von Loyola, des Heiligen, den Wir gerne als in geistlichen Übungen spezialisierten Meister bezeichnen.“

## Exerzitien
Der Papst informierte mit dieser Enzyklika die Welt neben vielen wichtigen Überlegungen zu den Geistlichen Übungen des heiligen Ignatius, den er auch als den „Vater der geistlichen Exerzitien“ bezeichnet, dass er im Vatikan einen jährlichen Exerzitienkurs eingeführt habe. Er rühmte Exerzitien als den weisesten und umfassendsten Schlüssel der Gesetze des Heiles und der Vervollkommnung der Seelen, ein wunderbares Werkzeug für das Heil der Seelen von unvergleichlicher Wirkkraft. Weiterhin sei auch der Heilige Karl Borromäus ein Beispiel für die Verbreitung der geistlichen Besinnung, er hatte die Methoden der Meditation nach Ignatius in seinem Schreiben zum 300. Jahrestag von dessen Seligsprechung als empfehlens- und nachahmenswert herausgestellt. Pius stellt die Exerzitien als eine Form der Bekehrung dar:

„Exerzitien sind Frucht der Bekehrung eines Einzelnen, die Gottes Wille zum Segen und zur Förderung der ganzen Kirche gedeihen ließ. Die Gnade sollte in dem Einen siegen, um später durch ihn vielen Menschen zum Durchbruch eines neuen Lebens zu verhelfen.“

## Exhortatio
In der abschließenden Exhortatio ermahnt Pius XI. alle Priester, sich treu den geistigen Übungen zu widmen. Dabei sollen sie sich im gehörigen Maße an die kanonischen Bestimmungen halten. Er ermuntert zur Meditation und weist darauf hin, dass die geistigen Übungen, wenn sie zur Sinnerfüllung werden sollen, einen bestimmten Raum für Zeit und Muße benötigen. Es sei mitunter angeraten, den Zeitraum von einigen Tagen bis auf einen Monat auszuweiten. Die Meditationen und Exerzitien haben auch einen Einfluss auf die Gesundheit von Geist und Körper, schreibt er, und regt an, diese Formen der geistigen Erneuerung auch im Alter anzuwenden. Letztlich führe die innere Ruhe, die Ausgeglichenheit und die Vertiefung des Glaubens nicht nur zu einem inneren Frieden, sondern es übertrage sich dieser Frieden auch auf die Mitmenschen. Abschließend empfiehlt der Papst nochmals, die geistlichen Übungen nach den Methoden des Heiligen Ignatius auszuführen.